# 672
سنة 672 م كانت سنة كبيسة تبدأ يوم الخميس (الرابط يظهر نموذج التقويم الكامل للسنة) من التقويم اليولياني. بدأت تسمية السنة ب672 منذ العصور الوسطى المبكرة، عندما أصبح تقويم أنو دوميني هو الأسلوب السائد في أوروبا لتسمية السنوات.

## مواليد
- بيدا

## وفيات
- صعصعة بن ناجية الدارمي
- 7 يناير - الإمبراطور تينجي، إمبراطور ياباني.